# Gruzijska košarkaška reprezentacija
Gruzijska košarkaška reprezentacija predstavlja državu Gruziju u košarci.
Krovna organizacija: 
Glavni trener: 

## Poznati igrači
- Vladimir Stepania
- Nikoloz Tskitišvili
- Zaza Pachulia
- Jake Tsakalidis
- Manučar Markoišvili